# Претти-Байю (Флорида)
Претти-Байю (англ. Pretty Bayou) — статистически обособленная местность, расположенная в округе Бей (штат Флорида, США) с населением в 3519 человек по статистическим данным переписи 2000 года.

## География
По данным Бюро переписи населения США статистически обособленная местность Претти-Байю имеет общую площадь в 5,44 квадратных километров, из которых 5,18 кв. километров занимает земля и 0,26 кв. километров — вода. Площадь водных ресурсов округа составляет 4,78 % от всей его площади.
Статистически обособленная местность Претти-Байю расположена на высоте 4 м над уровнем моря.

## Демография
| Год переписи        | Нас. |  | %±    |
| ------------------- | ---- |  | ----- |
| 1980                | 3340 |  | —     |
| 1990                | 3839 |  | 14,9% |
| 2000                | 3519 |  | −8,3% |
| 1980–2000 Источник: |      |  |       |

По данным переписи населения 2000 года в Претти-Байю проживало 3519 человек, 1048 семей, насчитывалось 1421 домашнее хозяйство и 1523 жилых дома. Средняя плотность населения составляла около 646,88 человек на один квадратный километр. Расовый состав населённого пункта распределился следующим образом: 94,03 % белых, 2,67 % — чёрных или афроамериканцев, 0,54 % — коренных американцев, 1,34 % — азиатов, 1,17 % — представителей смешанных рас, 0,26 % — других народностей. Испаноговорящие составили 1,62 % от всех жителей статистически обособленной местности.
Из 1421 домашних хозяйств в 25,5 % воспитывали детей в возрасте до 18 лет, 61,5 % представляли собой совместно проживающие супружеские пары, в 9,2 % семей женщины проживали без мужей, 26,2 % не имели семей. 21,5 % от общего числа семей на момент переписи жили самостоятельно, при этом 9,2 % составили одинокие пожилые люди в возрасте 65 лет и старше. Средний размер домашнего хозяйства составил 2,38 человек, а средний размер семьи — 2,77 человек.
Население статистически обособленной местности по возрастному диапазону по данным переписи 2000 года распределилось следующим образом: 19,3 % — жители младше 18 лет, 5,9 % — между 18 и 24 годами, 23,2 % — от 25 до 44 лет, 29,8 % — от 45 до 64 лет и 21,7 % — в возрасте 65 лет и старше. Средний возраст жителей составил 46 лет. На каждые 100 женщин в Претти-Байю приходилось 93,0 мужчин, при этом на каждые сто женщин 18 лет и старше приходилось 92,8 мужчин также старше 18 лет.
Средний доход на одно домашнее хозяйство статистически обособленной местности составил 48 347 долларов США, а средний доход на одну семью — 56 856 долларов. При этом мужчины имели средний доход в 39 261 доллар США в год против 29 185 долларов среднегодового дохода у женщин. Доход на душу населения статистически обособленной местности составил 48 347 долларов в год. 4,0 % от всего числа семей в населённом пункте и 6,0 % от всей численности населения находилось на момент переписи населения за чертой бедности, при этом 5,5 % из них были моложе 18 лет и 4,6 % — в возрасте 65 лет и старше.